# No es nada, mamá, sólo un juego
No es nada, mamá, solo un juego es una película hecha en coproducción hispano-venezolana de 1974, la cual fue dirigida por José María Forqué.

## Sinopsis
Juan, un hombre que ya bordea la treintena y es el único hijo de un millonario hacendado venezolano ya fallecido, ha heredado de éste -un hombre déspota y degenerado- además de una hacienda venida a menos con el paso del tiempo, la costumbre de tratar a sus criadas como esclavas sexuales desde que, en su niñez, lo espiaba frecuentemente en sus tantos escarceos amorosos hasta el día en que, luego de haber sido testigo silencioso de uno de ellos, es salvado por su padre tras una violenta estampida de bueyes pero ambos caen a una profunda zanja y el patriarca fallece instantáneamente. Este incidente le provocó al joven un trauma que hace que, además de lo anterior, tenga una secreta obsesión por matar a los conejos que él mismo cría y obligar a sus amantes a usar un disfraz de ese animal para luego matarlas directa o indirectamente como fue el caso de su criada Lucía quien, luego de ser perseguirla por toda la hacienda llevando consigo dicha indumentaria, cae accidentalmente en un cepo y es devorada por un grupo de perros rabiosos ante la mirada impasible de su patrón.
En el sepelio de Lucía Juan conoce a Lola, la hermosa hija de uno de los peones de la hacienda, y termina obsesionándose con ella. La chica en un principio se niega a los galanteos de Juan, alegando que está comprometida para casarse con su novio Ángel pero aquel logra separar a la pareja al ofrecerle un trabajo en Caracas y, ya con el camino libre, consigue someter a Lola a sus bajas pasiones al encerrarla en un granero abandonado y termina siendo otra más de sus esclavas sexuales de turno bajo el amparo de su madre, una mujer igualmente rígida y despiadada quien además de mantener una relación edípica con su hijo apoya la sórdida y misógina conducta de éste, alegando una recurrente frase que él siempre le dice a ella en situaciones como esta: “No es nada, mamá, sólo un juego”.
La perversa relación entre Juan y Lola continúa hasta que llega a la casa el riquísimo, excéntrico y alcohólico tío Manuel para que ayude económicamente a la familia, ya que la hacienda está al borde de la bancarrota. Al no confiar en su cuñada y su sobrino, ya que dilapidaron la fortuna de su difunto hermano, Manuel exige que un psiquiatra examine la salud mental de Juan y, cuando el galeno dictamina que él no está bien de la cabeza, el millonario les niega la ayuda económica y, aprovechando que el recién llegado también comienza a interesarse en Lola, le exige a Juan que se la entregue.
Juan le ordena a Lola que huya de la casa y ella accede. Sin embargo en medio de la persecución Manuel sufre un infarto quedando inconsciente y, al tratar de reanimarlo, Lola descubre que el ricachón llevaba, literalmente consigo, su propia fortuna en billetes y una bolsa con piedras preciosas, por lo que se queda con el botín y, al llegar Juan al lugar, ella se esconde y observa cómo éste termina matando a su propio tío pegándole en la cabeza a con la culata de su escopeta y luego, con la complicidad de Luisa y Aquiles (el mayordomo de la hacienda), los tres personajes lanzan el cadáver de Manuel a un barranco y le hacen creer a todos que el ricachón terminó cayéndose ahí por accidente.
Al enterarse madre e hijo de que ahora Lola es quien posee los bienes de Manuel, ésta los chantajea obligando a Juan a que se case con ella y, en consecuencia, ser la dueña y señora de la hacienda so pena de denunciarlos a las autoridades por todos los crímenes que han cometido, por lo que se celebra la boda y, como colofón a su nuevo estatus, Lola juega dos últimas cartas para consumar su venganza: Contrata a Ángel para que sea su chofer y obliga a su esposo a que corra por la hacienda para que ella lo persiga e, irónicamente, Juan termina cayendo en un cepo, finalizando así la película.

## Reparto
- David Hemmings ... Juan
- Alida Valli ... Luisa
- Francisco Rabal ... Manuel
- Andrea Rau ... Lola
- Nuria Gimeno ... Lucia
- Galeazzo Benti ... Médico psiquiatra
- Aquiles Guerrero ... Aquiles
- Lucila Herrera ... María, criada de la hacienda
- Gonzalo Fernández de Córdova ... Juan en su niñez
- Rudy Hernández ... Isabel, la asistente del psiquiatra
- Enrique Soto ... Padre de Lola

## Producción

### Desarrollo
La productora Alfa Films, C.A. fue creada por Renny Ottolina (junto con Alfonso Henríquez y Luis Fernando Oteyza) ex profeso para la filmación de esta cinta.

### Casting
Rudy Hernández, quien interpreta el papel de Isabel, la asistente del psiquiatra de Juan con quien tendría un frustrado coqueteo debido al rechazo de él hacia ella, es una reconocida cantante venezolana de música folklórica, baladas, boleros y mariachi -hoy ya retirada- quien se destacaría entre mediados de la década de los 60 y mediados de la década de los 80 con, entre otros, los temas: “Marionetas en la cuerda” (la versión en castellano del tema “Puppet on a String”, interpretada por la cantante británica Sandie Shaw, por el que ganaría el festival de Eurovisión en 1967), “Noches de Porlamar”, “Llamarada”, “Herida de muerte” (compuesta por la mexicana Lolita de la Colina) y, muy especialmente, “Una bella historia” (la versión en castellano de “Une belle histoire”, interpretado por el cantautor francés Michel Fugain), aparecido en el LP homónimo de 1973 y que terminaría siendo su canción más conocida.
Gonzalo Fernández de Córdova, quien interpreta a Juan en su niñez, volvería a ser conocido por el público en 1992 cuando, ahora ya graduado en Publicidad y Mercadeo y como locutor titulado, condujo el talk show radial de corte juvenil “La Soda de la Noche” en la radioemisora Hot 94 FM de Caracas, el cual obtendría un gran éxito. Actualmente Fernández de Córdoba sigue conduciendo tanto este mismo programa como el talk show matutino “El Bandón” pero ahora en la emisora Planeta 105.3 FM, también en Caracas, la cual es la emisora matriz del circuito radial venezolano Organización Planeta.

### Filmación
Esta cinta de José María Forqué es considerada como una de las más difíciles y complejas de su filmografía en cuanto a realización, y también fue catalogada en su momento como el trabajo más maduro del cineasta realizado hasta entonces, además de ser la película más permisiva en cuanto a escenas de desnudos, sexo y violencia (en medio del contexto de la recta final del Franquismo aunado a la aparición de la llamada ”apertura”) proyectada en los cines españoles desde la Guerra Civil.
Si bien esta película tiene una duración de 88 minutos, otras fuentes indican tiempos de duración más largos (90, 95, 98, 100 y hasta 116 minutos).
La cinta se filmó en el estado de Aragua, en la región conocida como Valles de Aragua y más concretamente en la población de Las Tejerías, las haciendas “Barrios”, “La Urbina” y “Santa Teresa” (ubicadas en El Consejo), la hacienda “Tiquire Flores” (ubicada en La Victoria) y la antigua hacienda “Haras San Jacinto” (ubicada cerca de la entrada a Maracay, la capital de dicho estado) así como también en la hacienda “Cura” (ubicada en San Joaquín, en el estado de Carabobo).
La película, aunque es una coproducción entre España y Venezuela, fue rodada íntegramente en inglés no solo por el carácter cosmopolita del elenco principal, sino también para su eventual distribución a nivel internacional.

## Estreno
La película fue estrenada en el -ya desaparecido- cine El Españoleto en Madrid el 30 de mayo de 1974 y duró cuatro semanas en cartelera. Acudieron 1.268.176 espectadores y recaudó 395.118,16 pesetas de la época.